# The Eichmann Show
The Eichmann Show  är en brittisk TV-film från 2015 i regi av Paul Andrew Williams.

## Handling
Filmen följer producenten Milton Fruchtman och regissören Leo Hurwitz när de planerar och genomför TV-sändningarna från rättegången mot den nazistiske krigsförbrytaren Adolf Eichmann 1961.

## Rollista i urval
- Martin Freeman - Milton Fruchtman
- Anthony LaPaglia - Leo Hurwitz
- Rebecca Front - mrs Landau
- Andy Nyman - David Landor
- Nicholas Woodeson - Yaakov Jonilowicz
- Ben Lloyd-Hughes - Alan Rosenthal
- Vaidotas Martinaitis - Adolf Eichmann
- Samuel West - berättare